# Mirandština
Mirandština (mirandsky mirandés či lhéngua mirandesa) je románský jazyk ibersko-románské větve, spolu s asturštinou a léonštinou patřící do skupiny asturléonských jazyků. Mluví se jím na východě portugalské oblasti Terra de Miranda, u hranic se Španělskem. Oproti jiným původním jazykům Pyrenejského poloostrova má velmi málo mluvčích, denně jazykem hovoří asi 1500 lidí.
Zákon 7/99, vyhlášený portugalským Shromážděním republiky 15. ledna 1999, se zabývá právy mirandského jazyka. Asi nejvíce konkrétním bodem je právo vydávat úřední dokumenty v mirandštině paralelně s portugalštinou udělené městu Miranda do Duoro.